# Wasserpumpe Heribertstraße

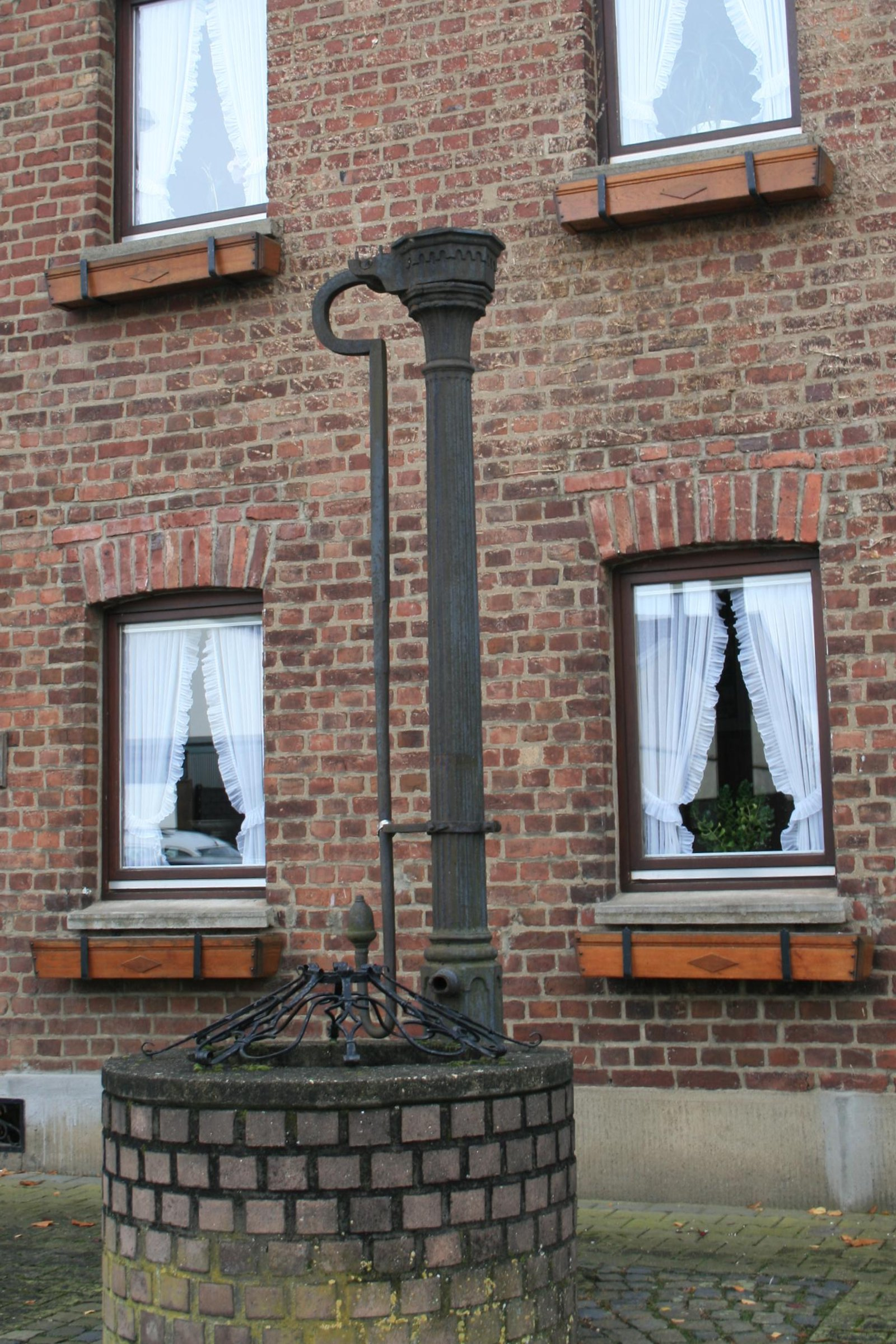
Die ehemalige Dorfwasserpumpe Heribertstraße

Das Wasserpumpe Heribertstraße steht in Eschweiler über Feld, einem Ortsteil der Gemeinde Nörvenich im Kreis Düren, Nordrhein-Westfalen vor dem Haus Heribertstraße 13. 
Die gusseiserne Wasserpumpe, eine Hubkolbenpumpe, stammt aus dem 19. Jahrhundert. Die Ausgussröhre hatte ursprünglich die Form eines Löwenkopfes mit kanneliertem Schaft. Sie ist nicht mehr vorhanden.
Bis zur Verlegung des Wasserleitungsnetzes musste hier das Trinkwasser von den Einwohnern geholt werden. Heute funktioniert die Pumpe nicht mehr und dient nur noch als Erinnerungsstück an die vergangene Zeit.
Die Pumpe wurde am 11. März 1985 in die Denkmalliste der Gemeinde Nörvenich unter Nr. 14 eingetragen.